# Haenyeo

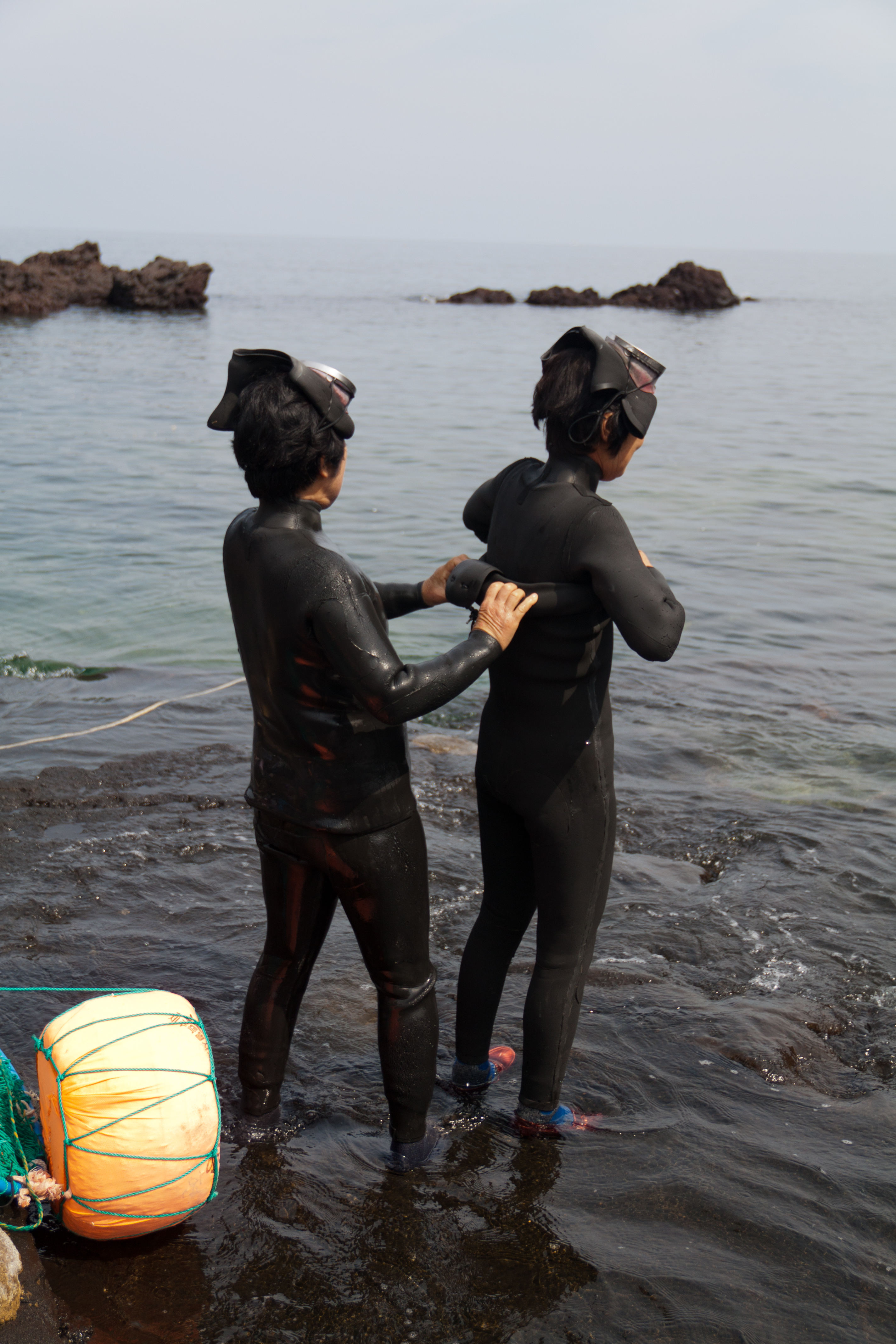
Dues Haenyeo a Jeju-do

Les Haenyeo (hangul: 해녀, hanja: 海女, literalment «Dones del mar») és un terme coreà que es refereix a les dones bussejadores de l'illa sud-coreana de Jeju. Són conegudes pel seu esperit independent, fèrria voluntat o determinació, i representen l'estructura familiar semi-matriarcal d'aquesta illa coreana. Al present constitueixen un dels principals símbols turístics i culturals de Corea.

## Història

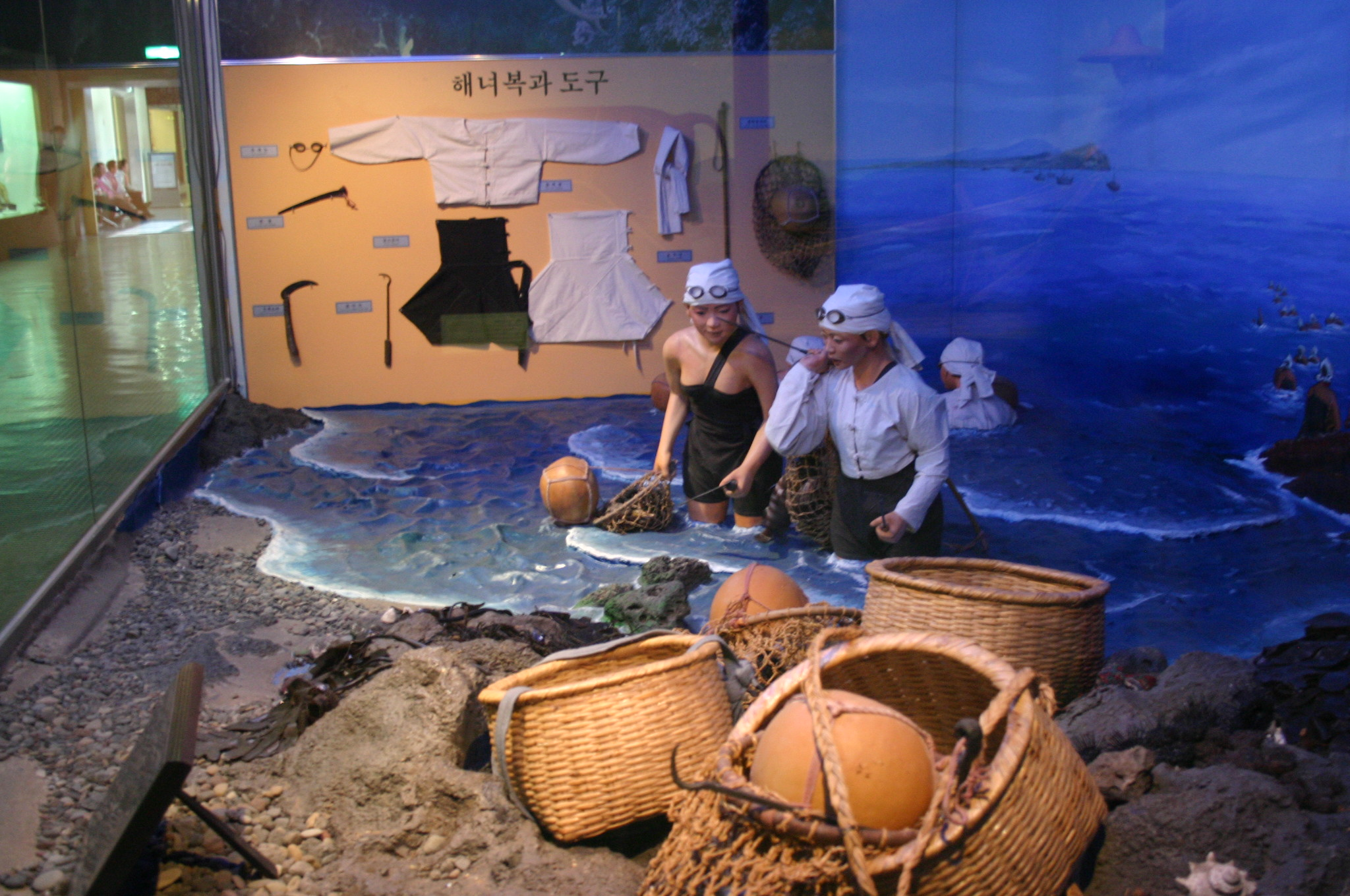
Reconstrucció de les Haenyeo tradicionals, a un museu

La tradició de les bussejadores de Jeju es remunta a l'any 434. Originalment, aquest tipus de busseig era una professió exclusivament masculina, amb l'excepció de les dones que treballaven al costat dels seus marits. No serà fins al segle xvii quan aparegui el primer escrit esmentant les bussejadores, a una monografia sobre la geografia de Jeju que les descriu com jamnyeo (lit., «dones bussejadores»). Al segle xviii les bussejadores, que eren denominades haenyeo, van superar en nombre els bussejadors homes. Una altra explicació d'aquest fenomen és la condició fisiològica femenina: les dones tenen més greix subcutani i un llindar de tremolor més alt que els homes, fent-les més aptes per suportar aigües fredes. Un document del segle xviii va registrar la imposició d'un tribut de pagament en espècie de orelles de mar seques, factor que va obligar a moltes dones a bussejar en aigües fredes en cerca d'aquest tipus de mol·lusc.
Atès que el busseig en el mar es va acabar convertint en una indústria pràcticament dominada per les dones, moltes de les haenyeo van substituir als seus marits com a principal sustentació de la família. Aquesta tendència s'incrementaria especialment després que Corea esdevingués colònia japonesa i el busseig es convertís en una activitat molt més lucrativa. Fins al període anterior a la colonització japonesa, bona part de les captures que realitzaven les bussejadores eren lliurades a les autoritats de Joseon com a tribut. No obstant això, quan els japonesos es van instal·lar a Corea van abolir aquesta tradició, permetent que les haenyeo poguessin vendre les seves captures al mercat lliure i poguessin treure beneficis. A més, els comerciants japonesos i coreans contractaven a les bussejadores perquè treballessin per a ells al Japó o al continent coreà com a treballadores assalariades, contribuint a augmentar la seva situació financera. Des de 1903 les haenyeos van començar a ser contractades per treballar al Japó, on van coexistir amb les ama nipones; cap el 1937 el nombre de haenyeos que bussejaven en aigües japoneses era de 1601 dones. A Yeonpyeong-ri —una illa propera a Inchon, on treballen moltes haenyeo— els seus salaris constituïen, com a mitjana, un 40-48 % dels ingressos totals d'una família típica de la zona. La posició preeminent de les bussejadores en l'economia de Jeju-do i en les unitats familiars va continuar tenint una certa importància fins i tot després de la colonització japonesa. Al començament de la dècada de 1960, per exemple, les recol·leccions de les haenyeo representaven el 60 % dels ingressos pesquers de Jeju-do, mentre entre els marits existien importants taxes de desocupació.

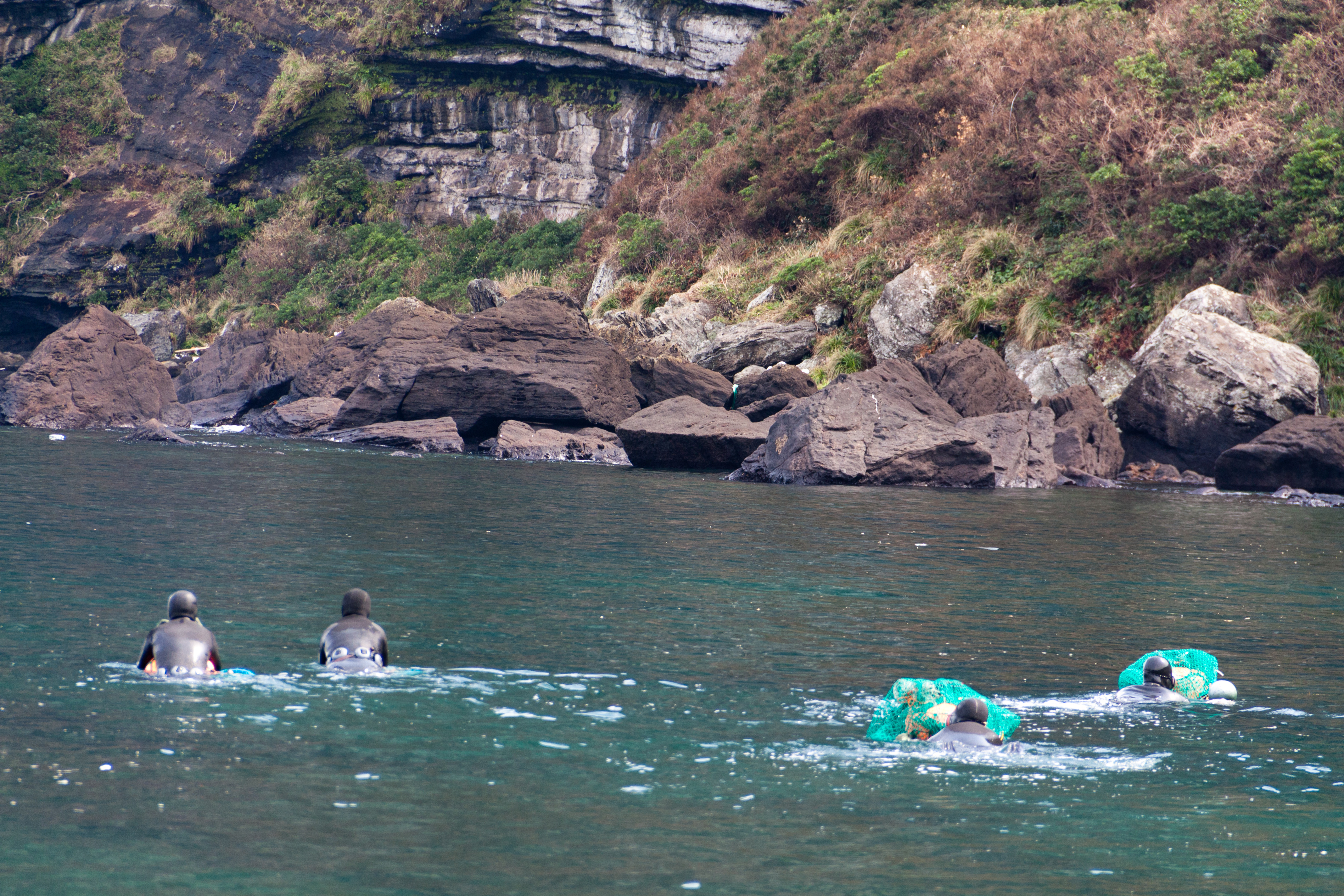
Grup de haenyeos endinsant-se al mar

Des d'aquest període la indústria de les haenyeo va declinar. Igual que va passar a tota Corea, a la pròpia illa de Jeju-do l'estructura econòmica va canviar i el 1978 el turisme havia superat als sectors econòmics tradicionals, com l'agricultura. Aquesta circumstància va tenir un impacte considerable en el nombre de haenyeos. A causa de l'augment d'alternatives, al que constituïa un treball dur i penós, moltes dones van abandonar la indústria de la pesca subaquàtica. Entre 1965 i 1970 el nombre de bussejadores va caure en picat, passant de 23.081 a 14.143. Més nociu va resultar per a la indústria de les haenyeos el fet que les noves generacions es deslliguessin pràcticament d'aquest món, en obrir-se'ls millors oportunitats econòmiques. L'absència de noves aspirants es va traduir en un progressiu envelliment. Pel 1970 el 31 % de les bussejadores haenyeo tenien 30 anys o menys, mentre que el 55 % tenia una edat que anava dels 30 als 49 anys i només el 14 % tenien més de 50 anys; no obstant, el 2014 les xifres havien canviat radicalment: el 98% de les bussejadores tenien una edat mitjana superior als 50 anys.
En l'actualitat les haenyeo són considerades com un dels més valuosos tresors de Jeju-do. El govern coreà ha subsidiat l'adquisició d'equip per a les bussejadores i els ha atorgat drets exclusius per a la venda de marisc fresc. A més, el març de 2014 el govern coreà va sol·licitar a la UNESCO que les haenyeo fossin inscrites en la seva llista del Patrimoni Cultural Immaterial de la Humanitat, fet que es produí l'any 2016.

## Característiques
Tradicionalment, les noies començaven a entrenar-se quan tenien onze anys. Començaven bussejant en aigües poc profundes, treballant a la seva manera fins a aconseguir majors profunditats. Després d'uns set anys d'entrenament, una noia ja era considerada un haenyeo de ple dret.
Des dels inicis les bussejadores haenyeo han usat abillaments de cotó en les seves immersions, però des de la dècada de 1970 van començar a utilitzar de forma genèrica vestits aquàtics. Des de 1900 també es va adoptar l'ús d'ulleres de busseig, fet rellevant atès que fins llavors la cerca subaquàtica es realitzava sense instruments i/o protecció als ulls. L'ús dels moderns vestits aquàtics també ha facilitat considerablement a les haenyeo el submergir-se en aigües fredes. La introducció dels vestits de neoprè va implicar que les bussejadores podien romandre en l'aigua de cinc a sis hores en una sola immersió, fins i tot durant l'hivern. Les seves captures consisteixen en orelles de mar, petxines, pops, eriçons de mar, ascidis o algues brunes, així com diferents tipus de sargassum, ostres, etc.